# Cosmoconus
Cosmoconus is een geslacht van gewone sluipwespen (Ichneumonidae). Het behoort tot de geslachtengroep Tryphonini in de onderfamilie Tryphoninae. De wetenschappelijke naam werd gepubliceerd door Arnold Foerster in 1868.

## Soorten
Soorten die voorkomen in Europa zijn:
- Cosmoconus ceratophorus (Thomson, 1888)
- Cosmoconus elongator (Fabricius, 1775)
- Cosmoconus genalis (Strobl, 1903)
- Cosmoconus hinzi Kasparyan, 1971
- Cosmoconus meridionator Aubert, 1963
- Cosmoconus nigriventris Kasparyan, 1971